# Petri Heil

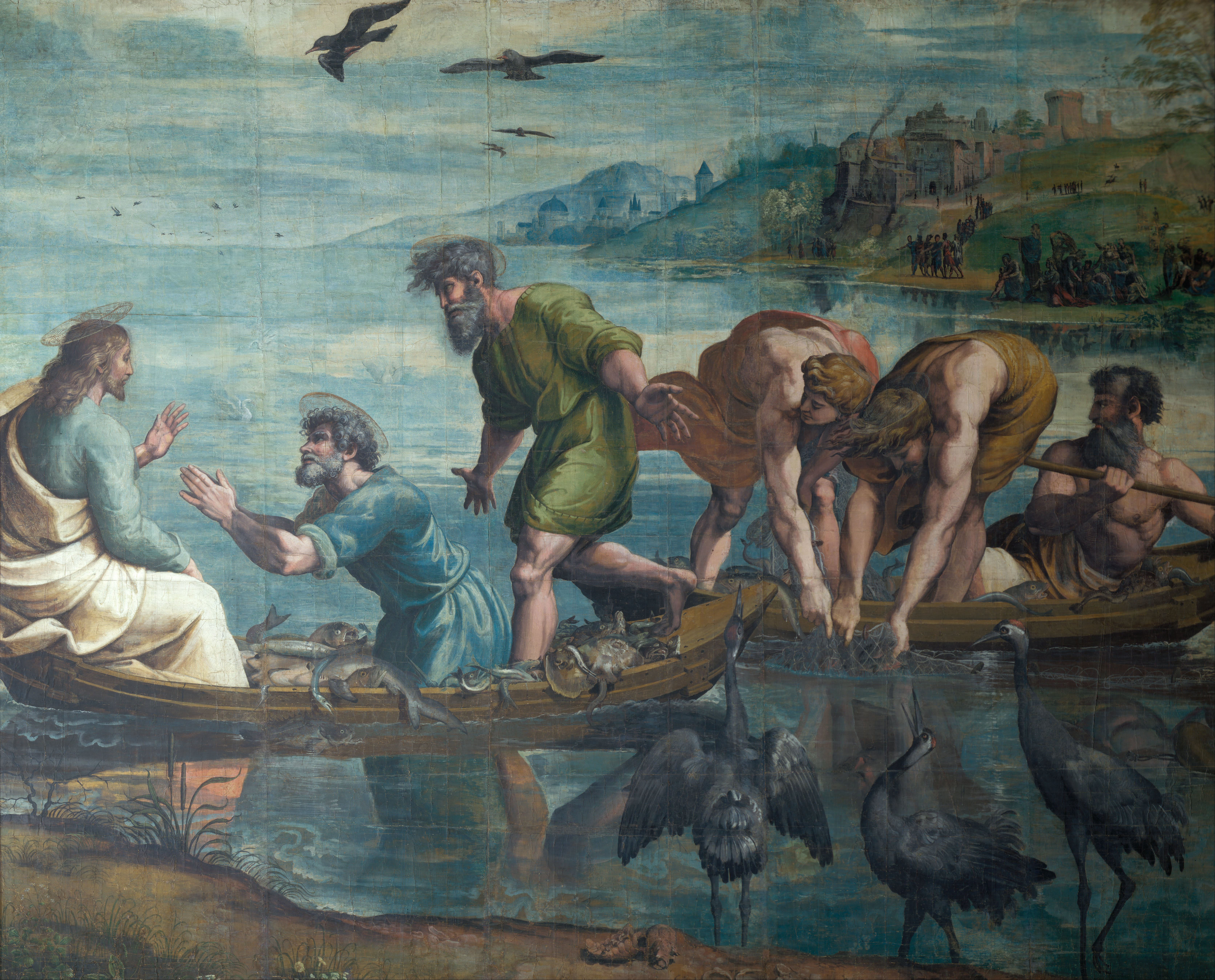
Raffael: Fischzug des Petrus

„Petri Heil!“ ist die traditionelle Grußformel der Fischer und Angler. Sie besteht aus dem lateinischen Genitiv des Namens Petrus und dem Wunsch „Heil!“ Der Grüßende wünscht dem Gegrüßten den Fangerfolg des Fischers Petrus, wie er in den biblischen Fischzugsgeschichten Lukas 5,1-11  und Johannes 21,1-14  erzählt wird.
Als Antwort erwidert man im Normalfall ebenfalls mit „Petri Heil“. Lediglich im Fall eines Beuteerfolgs antwortet man mit „Petri Dank“.